# Île de Billancourt
Cet article court présente un sujet plus développé dans : île Saint-Germain.
L'île de Billancourt et l'île Longueignon forment l'île Saint-Germain depuis la construction des ponts de Billancourt.